# Günther Ofner (Jurist)

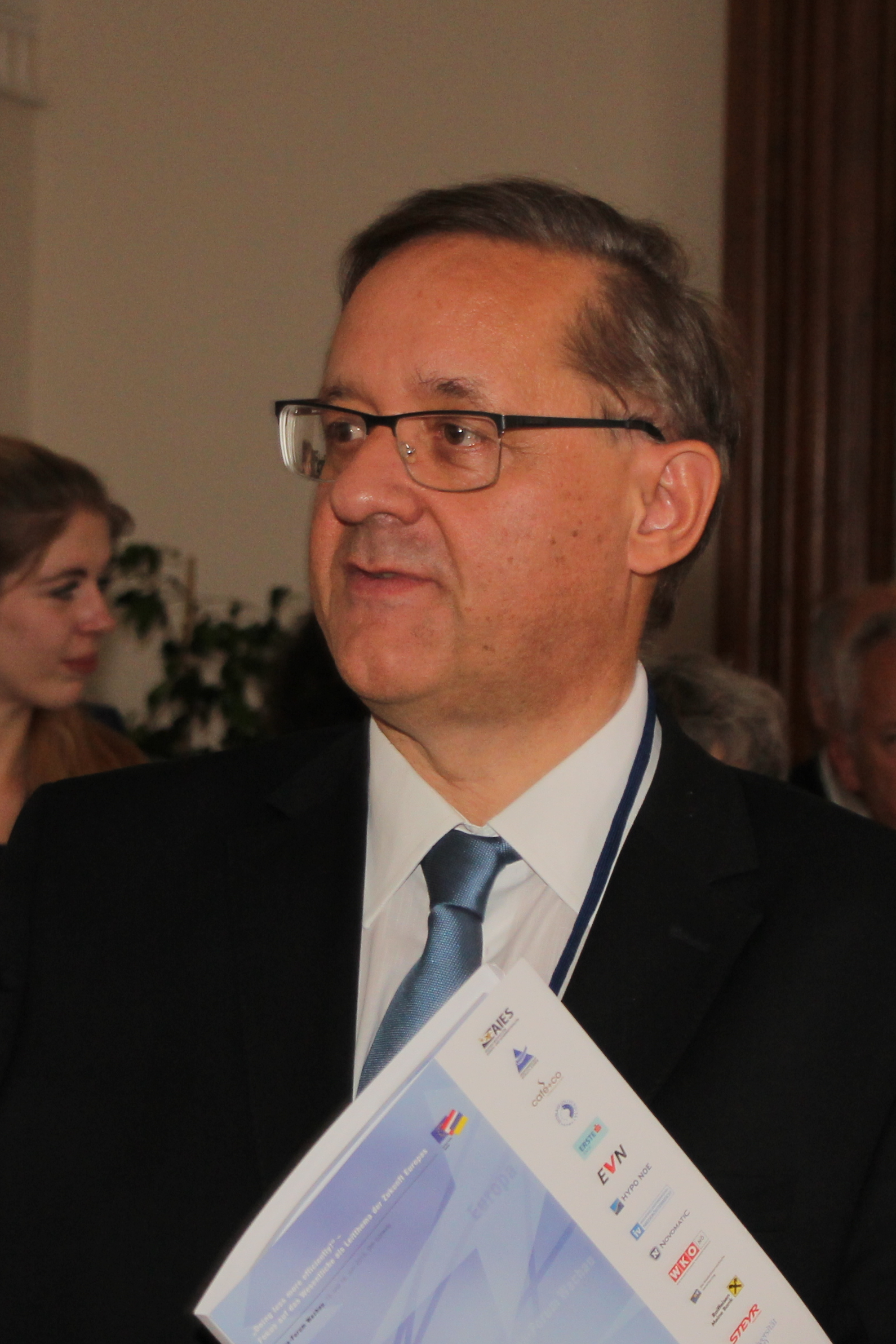
Günther Ofner (2018)

Günther Ofner (* 20. Dezember 1956 in Rohr im Burgenland) ist ein österreichischer Manager und derzeit ein Vorstandsdirektor der Flughafen Wien AG.

## Laufbahn
Nach der Matura in Güssing studierte Ofner Rechtswissenschaften an der Universität Wien. Hier erlangte er 1981 den Doktortitel.
Er bekleidete leitende Funktionen in der Politischen Akademie der ÖVP sowie die Geschäftsführung des Friedrich-Funder-Institutes für Journalistenausbildung und Medienforschung. Er ist seit 1981 mit Andreas Khol Herausgeber des “Österreichischen Jahrbuchs für Politik”.
1992 wechselte er in die österreichische Energiewirtschaft und war unter anderem Vorstandsmitglied in der BEWAG, der UTA Telekom AG sowie der Burgenland Holding AG. Für die EVN AG bekleidete zwischen 2005 und 2011 die Agenden in Albanien und Mazedonien. Seit September 2011 bekleidet er gemeinsam mit Julian Jäger das Amt des Vorstandsdirektors (CFO) der Flughafen Wien AG. Seit 2015 ist er zudem Präsident des Aufsichtsrates der HYPO NOE Landesbank für Niederösterreich und Wien AG.
Von 1986 bis 2001 war Ofner nebenberuflich Universitätslektor und Lehrbeauftragter an der Universität Wien mit den Schwerpunktthemen Verfassung, Wirtschaft und Sozialpolitik. Seit 2000 hat Ofner die Präsidentschaft des Burgenländischen Hilfswerkes inne. Ofner war für die ÖVP 2017 Mitglied der Clustergruppe Standort bei den Koalitionsverhandlungen.
Seit 1977 ist er Mitglied der katholischen Studentenverbindung KÖHV Sängerschaft Waltharia Wien im ÖCV.
Ofner ist stellvertretender Aufsichtsratsvorsitzender der Flugsicherungsbehörde Austro Control. Nach dem Rücktritt von Aufsichtsratschef Werner Walch mit 31. Dezember 2019 übernahm er interimistisch dessen Funktion.
2022 wurde er als Nachfolger von Helmut Kern Aufsichtsratsvorsitzender der Österreichischen Beteiligungs AG.

## Ehrungen
Im Juni 2011 wurde Günther Ofner durch das Bundesministerium für Unterricht, Kunst und Kultur der Berufstitel “Professor” für herausragende Leistungen in der Erwachsenenbildung vergeben.
2017 wurde Günther Ofner das Goldene Komturkreuz des Ehrenzeichens für Verdienste um das Bundesland Niederösterreich verliehen.
Im Jahr 2018 wurde von seinem Heimatbundesland als Manager des Jahres im Burgenland ausgezeichnet.